# Leonora Corona
Leonora Corona (eigentlich Leonore Cohrone, * 14. Oktober 1900 in Dallas; † nach 1950) war eine US-amerikanische Opern- und Konzertsängerin der Stimmlage Sopran.

## Leben und Werk
Leonora Corona studierte am Southwestern Conservatory of Music in Dallas, danach in Berlin bei Lilli Lehmann und in Mailand bei Salvatore Cottone.
Leonora Corona debütierte 1922 als Elena in Arrigo Boitos Mefistofele in Castellamare. Danach gehörte sie 1924/1925 der Mailänder Scala, anschließend der Oper in Monte Carlo, der Opéra Comique in Paris und von 1927 bis 1935 dem Metropolitan Opera House in New York an.
Um 1950 zog sich Leonora Corona von der Bühne zurück.